# Chiesa di Maria Santissima Assunta (Paglieta)
La chiesa di Maria Santissima Assunta o anche di Santa Maria Assunta in Cielo è la parrocchiale di Paglieta, in provincia di Chieti e arcidiocesi di Chieti-Vasto.

## Storia
La chiesa fu consacrata come cappella gentilizia nel XVII secolo. Nel 1801 iniziarono i lavori per l'ampliamento della chiesa, affinché divenisse una parrocchia, e si conclusero nel 1841, con un impianto tardobarocco. Durante la seconda guerra mondiale subì i danni ad un lato che era provvisto di cappella, e dunque subì lavori nel 1956 che la portarono ad un restauro perpetuo..

## Descrizione: la chiesa
La facciata si presenta in mattoni scoperti dalla caduta della finitura superficiale di protezione consistente probabilmente in uno scialbo. La navata centrale (ne possiede tre la chiesa) emerge in facciata rispetto alle due laterali, con un corpo quadrangolare serrato agli angoli da robuste paraste e chiuso da una copertura a timpano che fa da contrappunto al profilo orizzontale delle ali, accentuato da un cornicione in mattoni sagomati.
I diversi caratteri formale e costruttivi della parte superiore della facciata fanno pensare a tempi diversi nella costruzione della fabbrica.
Il portale d'ingresso è sormontato da un timpano curvilineo, in mattoni, e affiancato da due finestre in asse con le navate laterali. L'unica parete laterale libera, quella di destra, presenta una coppia di pilastri addossati, aggiunti forse a rafforzare la fabbrica e a sostenere il peso dei contrafforti superiori della navata centrale. Sopra di essi corre una cornice in mattoni che realizza lo sporto di gronda dell'intero prospetto. Sul fianco la chiesa possiede un bassorilievo del Monumento ai Caduti della Grande Guerra, opera di Nicola Farina.
All'interno la separazione tra le navate, di cui la centrale di proporzioni maggiori, con volte a botte lunettata, è realizzata mediante archi a tutto sesto impostati su pilastri. La navata centrale è coperta da una volta a botte, quelle laterali da una successione di volte a vela. La decorazione è realizzata con cornici a stucco variamente colorate. Ci sono pitture aggiuntive di Pasquale Bravo di Atessa che mostrano scene del Nuovo Testamento; lateralmente ci sono gli altari di San Mauro, dell'Addolorata col Cristo morto, di Sant'Anna, del Sacro Cuore, e dei confessionali lignei del XVIII sec. Di interesse la cappella con la statua e il braccio reliquiario di San Giusto patrono di Paglieta; l'altare maggiore è decorato da una grande tela dell'Assunzione di Maria, opera di Giuliano Crognale di Castel Frentano.

## La torre della Porta o campanile
Il campanile della chiesa faceva parte della rete di torri di controllo dell'antico borgo medievale di Paglieta. Nel Settecento, vista l'assenza di minacce, il borgo fu trasformato, e la torre che volgeva verso la piazza principale subì lavori di consolidamento e trasformazione. L'impianto è quadrangolare, scandito in tre livelli da cornici. Il livello base è caratterizzato da un arco a tutto sesto per il passaggio pedonale e delle vetture. Il secondo livello centrale ha una decorazione nel lato che volge verso la piazza composta di beccatelli in onore delle famiglie gentilizie di Paglieta. Il terzo livello contiene la cella campanaria (tre campane in tutto), con quattro orologi sopra gli archi per ciascun lato; la sommità è decorata da una lanterna con due campanelle per segnare le ore.